# Recep Adanır
Recep Adanır (* 3. Mai 1929 in Ankara; † 20. Mai 2017 in Antalya) war ein türkischer Fußballspieler und -trainer.

## Sportliche Karriere
Adanır begann seine Karriere im Jahr 1947 bei MKE Ankaragücü. In kurzer Zeit wurde er in die 1. Mannschaft berufen und wurde mit Ankaragücü 1949 Stadtmeister. Dadurch war Ankaragücü automatisch für die Türkiye Futbol Şampiyonası qualifiziert. Der erste Gegner war Galatasaray Istanbul. Ankaragücü, lag im Spiel 0:2 zurück, konnte jedoch am Ende mit 4:3 gewinnen. Adanır traf im Spiel zuerst zum 2:2-Ausgleich und machte später kurz vor Abpfiff das 4:3-Siegtor.
1950 wechselte der Stürmer zu Beşiktaş Istanbul. In seiner ersten Saison mit Beşiktaş, gewann er die Istanbul Ligi und machte in 14 Partien 13 Tore. Mit dieser Leistung wäre Adanır auch Torschützenkönig geworden, jedoch wurden ihm zwei Tore offiziell nicht gewertet. Beim letzten Spiel gegen Fenerbahçe Istanbul, spielten Nusret Özmengü und İlhan Bartu ohne Spielgenehmigung für Fenerbahçe, wodurch das Spiel 3:0 für Beşiktaş gewertet und die von Adanır erzielten zwei Tore nicht gewertet werden konnten. Torschützenkönig wurde Lefter Küçükandonyadis. In neun Jahren für Beşiktaş, erzielte Adanır 68 Tore gewann dreimal die Istanbuler-Meisterschaft und zweimal den Federasyon Kupası.
Im Jahr 1959 wechselte er zu Kasımpaşa Istanbul. Nach einem Jahr verließ den Verein wieder und wurde Spieler von Galatasaray Istanbul. In seiner zweiten Saison für die Gelb-Roten wurde Adanır 1962 zum ersten Mal Meister der Milli Lig. Nach dem Titelgewinn mit Galatasaray zog es ihn weiter zu Karagümrük SK und beendete im Sommer 1963 seine Karriere.
Für die Türkei spielte Recep Adanır von 1951 bis 1962. Zum WM-Kader von 1954 gehörte er nicht an. Er kam zu zehn Länderspieleinsätze und erzielte zwei Tore.

## Trainerkarriere
Die Trainerkarriere von Adanır begann noch während seiner aktiven Zeit bei Karagümrük SK. Dort fungierte er in neun Spielen als Spielertrainer. Bei Beşiktaş wurde er mehrmals angeheuert und 1969 wurde Adanır in der 3. Liga mit Nazillispor Meister. Außerdem war der ehemalige Mittelfeldspieler für Larnaka Gençlerbirliği, Adanaspor, Balıkesirspor und Lüleburgazspor tätig.

## Erfolge
Als Spieler
MKE Ankaragücü
- Türkiye Futbol Şampiyonası: 1949

Beşiktaş Istanbul
- Federasyon Kupası: 1957, 1958
- Türkiye Futbol Şampiyonası: 1951
- İstanbul Futbol Ligi: 1950/51
- İstanbul Profesyonel Ligi: 1952, 1954

Galatasaray Istanbul
- Türkischer Meister: 1962

Als Trainer
Nazillispor
- Meister in der 3. Liga 1969